# Nepals premierministre
Positionen som premierminister blev grundlagt i Nepal i 1799. Kun et mindretal af Nepals premierministre har været funderet i et demokratisk mandat. Den første demokratisk valgte premierminister var Bishweshwar Prasad Koirala i 1959. Efter at Kong Mahendra i 1960 afsatte og fængslede ham, gik der 31 år før Nepals næste frie demokratiske valg i 1990, da landet blev et konstitutionelt monarki. Monarkiet blev afskaffet den 28. maj 2008 efter en afstemning i Nepals da netop nyvalgte forfatningsgivende parlament. Positionen som Nepals officielle statsoverhoved blev herefter overdraget til det nyindstiftede embede som Nepals præsident, og som landets første præsident udpegede parlamentet Ram Baran Yadav fra Nepali Congress.
Nepals nuværende premierminister er Sher Bahadur Deuba.

## Nepals premierministre fra 1799 til i dag

### Premierministre i Kongeriget Nepal
(Såfremt en premierministrer har fungeret i mere end 1 periode, er antallet af perioder angivet i parentes)
| Navn                                                           | Fra                | Til                | Politisk Parti                                      |
| -------------------------------------------------------------- | ------------------ | ------------------ | --------------------------------------------------- |
| Damodar Pande                                                  | 1799               | 1804               |                                                     |
| Rana Bahadur Shah Deva                                         | 1804               | 25. april 1806     |                                                     |
| Bhimsen Thapa                                                  | April 1806         | 1837               |                                                     |
| Rana Jang Pande (1/2)                                          | 1837               | 1837               |                                                     |
| Ranga Nath Poudyal (1/2)                                       | 1837               | 1838               |                                                     |
| Puskar Shah                                                    | 1838               | 1839               |                                                     |
| Rana Jang Pande (2/2)                                          | 1839               | 1840               |                                                     |
| Ranga Nath Poudyal (2/2)                                       | 1840               | 1840               |                                                     |
| Fateh Jang Chautaria (1/2)                                     | November 1840      | Januar 1843        |                                                     |
| Madhabar Singh Thapa                                           | 28. november 1843  | 17. maj 1845       |                                                     |
| Fateh Jang Chautaria (2/2)                                     | September 1845     | 14. september 1846 |                                                     |
| Jung Bahadur Kunwar (fra 5. maj 1848, Jung Bahadur Rana) (1/2) | 15. september 1846 | 1. august 1856     |                                                     |
| Bam Bahadur Kunwar Rana                                        | 1. august 1856     | 25. maj 1857       |                                                     |
| Krishna Bahadur Kunwar Rana (acting)                           | 25. maj 1857       | 28. juni 1857      |                                                     |
| Jung Bahadur Rana (2/2)                                        | 28. juni 1857      | 25. februar 1877   |                                                     |
| Ranaudip Singh                                                 | 27. februar 1877   | 22. november 1885  |                                                     |
| Bir Shamsher Jung Bahadur Rana                                 | 22. november 1885  | 5. marts 1901      |                                                     |
| Deva Shamsher Jung Bahadur Rana                                | 5. marts 1901      | 27. juni 1901      |                                                     |
| Chandra Shamsher Jung Bahadur Rana                             | 27. juni 1901      | 26. november 1929  |                                                     |
| Bhim Shamsher Jung Bahadur Rana                                | November 1929      | 1. september 1932  |                                                     |
| Juddha Shamsher Jung Bahadur Rana                              | 1. september 1932  | 29. november 1945  |                                                     |
| Padma Shamsher Jung Bahadur Rana                               | 29. november 1945  | 30. april 1948     |                                                     |
| Mohan Shamsher Jung Bahadur Rana                               | 30. april 1948     | 12. november 1951  |                                                     |
| Matrika Prasad Koirala (1/2)                                   | 16. november 1951  | 14. august 1952    | Nepali Congress                                     |
| Direct rule: Kong Tribhuvan Bir Bikram Shah                    | 14. august 1952    | 15. juni 1953      | -                                                   |
| Matrika Prasad Koirala (2/2)                                   | 15. juni 1953      | 14. april 1955     | Rastriya Parishad Party                             |
| Direct rule: Kong Mahendra Bir Bikram Shah                     | 14. april 1955     | 27. januar 1956    | -                                                   |
| Tanka Prasad Acharya                                           | 27. januar 1956    | 26. juli 1957      | Praja Parishad                                      |
| Kunwar Indrajit Singh                                          | 26. juli 1957      | 15. maj 1958       | United Democratic Party                             |
| Subarna Shamsher Rana                                          | 15. maj 1958       | 27. maj 1959       | Nepali Congress                                     |
| Bishweshwar Prasad Koirala (Første valgte PM)                  | 27. maj 1959       | 26. december 1960  | Nepali Congress                                     |
| Tulsi Giri (1/3)                                               | 26. december 1960  | 23. december 1963  | partiløst system                                    |
| Surya Bahadur Thapa (1/5)                                      | 23. december 1963  | 26. februar 1964   | partiløst system                                    |
| Tulsi Giri (2/3)                                               | 26. februar 1964   | 26. januar 1965    | partiløst system                                    |
| Surya Bahadur Thapa (2/5)                                      | 26. januar 1965    | 7. april 1969      | partiløst system                                    |
| Kirti Nidhi Bista (1/3)                                        | 7. april 1969      | 13. april 1970     | partiløst system                                    |
| Direct rule: Kong Mahendra Bir Bikram Shah                     | 13. april 1970     | 14. april 1971     | -                                                   |
| Kirti Nidhi Bista (2/3)                                        | 14. april 1971     | 16. juli 1973      | partiløst system                                    |
| Nagendra Prasad Rijal (1/2)                                    | 16. juli 1973      | 1. december 1975   | partiløst system                                    |
| Tulsi Giri (3/3)                                               | 1. december 1975   | 12. september 1977 | partiløst system                                    |
| Kirti Nidhi Bista (3/3)                                        | 12. september 1977 | 30. maj 1979       | partiløst system                                    |
| Surya Bahadur Thapa (3/5)                                      | 30. maj 1979       | 12. juli 1983      | partiløst system                                    |
| Lokendra Bahadur Chand (1/4)                                   | 12. juli 1983      | 21. marts 1986     | partiløst system                                    |
| Nagendra Prasad Rijal (2/2)                                    | 21. marts 1986     | 15. juni 1986      | partiløst system                                    |
| Marich Man Singh Shrestha                                      | 15. juni 1986      | 6. april 1990      | partiløst system                                    |
| Lokendra Bahadur Chand (2/4)                                   | 6. april 1990      | 19. april 1990     | partiløst system                                    |
| Krishna Prasad Bhattarai (1/2)                                 | 19. april 1990     | 26. maj 1991       | Nepali Congress                                     |
| Girija Prasad Koirala (1/4)                                    | 26. maj 1991       | 30. november 1994  | Nepali Congress                                     |
| Man Mohan Adhikari                                             | 30. november 1994  | 12. september 1995 | Communist Party of Nepal (Unified Marxist-Leninist) |
| Sher Bahadur Deuba (1/3)                                       | 12. september 1995 | 12. marts 1997     | Nepali Congress                                     |
| Lokendra Bahadur Chand (3/4)                                   | 12. marts 1997     | 7. oktober 1997    | Rashtriya Prajatantra Party (Chand)                 |
| Surya Bahadur Thapa (4/5)                                      | 7. oktober 1997    | 15. april 1998     | Rashtriya Prajatantra Party (Thapa)                 |
| Girija Prasad Koirala (2/4)                                    | 15. april 1998     | 31. maj 1999       | Nepali Congress                                     |
| Krishna Prasad Bhattarai (2/2)                                 | 31. maj 1999       | 22. marts 2000     | Nepali Congress                                     |
| Girija Prasad Koirala (3/4)                                    | 22. marts 2000     | 26. juli 2001      | Nepali Congress                                     |
| Sher Bahadur Deuba (2/3)                                       | 26. juli 2001      | 4. oktober 2002    | Nepali Congress                                     |
| Direct rule: Kong Gyanendra Bir Bikram Shah Dev                | 4. oktober 2002    | 11. oktober 2002   | -                                                   |
| Lokendra Bahadur Chand (4/4)                                   | 11. oktober 2002   | 5. juni 2003       | Rashtriya Prajatantra Party (Chand)                 |
| Surya Bahadur Thapa (5/5)                                      | 5. juni 2003       | 3. juni 2004       | Rashtriya Prajatantra Party (Thapa)                 |
| Sher Bahadur Deuba (3/3)                                       | 3. juni 2004       | 1. februar 2005    | Nepali Congress (Democratic)                        |
| Direct rule: Kong Gyanendra Bir Bikram Shah Dev                | 1. februar 2005    | 25. april 2006     | -                                                   |
| Girija Prasad Koirala (4/4)                                    | 25. april 2006     | 28. maj 2008       | Nepali Congress                                     |

### Premierministre i Republikken Nepal
| Navn                               | Fra               | Til               | Politisk parti                                      |
| ---------------------------------- | ----------------- | ----------------- | --------------------------------------------------- |
| Girija Prasad Koirala (fungerende) | 28. maj 2008      | 18. august 2008   | Nepali Congress                                     |
| Pushpa Kamal Dahal (Prachandra)    | 18. august 2008   | 23. maj 2009      | Nepals kommunistiske parti (maoistisk)              |
| Madhav Kumar Nepal                 | 23. maj 2009      | 6. februar 2011   | Communist Party of Nepal (Unified Marxist-Leninist) |
| Jhala Nath Khanal                  | 6. februar 2011   | 29. august 2011   | Communist Party of Nepal (Unified Marxist-Leninist) |
| Baburam Bhattarai                  | 29. august 2011   | 14. marts 2013    | Nepals kommunistiske parti (maoistisk)              |
| Khil Raj Regmi (fungerende)        | 14. marts 2013    | 11. februar 2014  | -                                                   |
| Sushil Koirala                     | 11. februar 2014  | 12. oktober 2015  | Nepali Congress                                     |
| Khadga Prasad Sharma Oli           | 12. oktober 2015  | 4. august 2016    | Communist Party of Nepal (Unified Marxist-Leninist) |
| Pushpa Kamal Dahal (Prachandra)    | 4. august 2016    | 31. maj 2017      | Nepals kommunistiske parti (maoistisk)              |
| Sher Bahadur Deupa                 | 7. juni 2017      | 15. februar 2018  | Nepali Congress                                     |
| Khadga Prasad Sharma Oli           | 15. februar 2018  | 13. juli 2021     | Nepal Communist Party                               |
| Sher Bahadur Deupa                 | 13. juli 2021     | 25. december 2022 | Nepali Congress                                     |
| Pushpa Kamal Dahal (Prachandra)    | 25. december 2022 | Nuværende         | Nepals kommunistiske parti (maoistisk)              |